# Grumman F8F
Die Grumman F8F Bearcat ("Marderbär") war ein von Grumman gebauter kolbenmotorgetriebener trägergestützter Jagdeinsitzer in Ganzmetallbauweise. Die Produktion dieser Serie begann erst gegen Ende des Zweiten Weltkrieges, weshalb es zu keinem Kriegseinsatz mehr kam. Der Name Bearcat folgt der Tradition bei Grumman, Jagdflugzeugen "Katzennamen" zu geben, wie Hellcat (dt. Höllenkatze) oder Wildcat (dt. Wildkatze). 

## Die Geschichte der Bearcat

### Der Auftrag

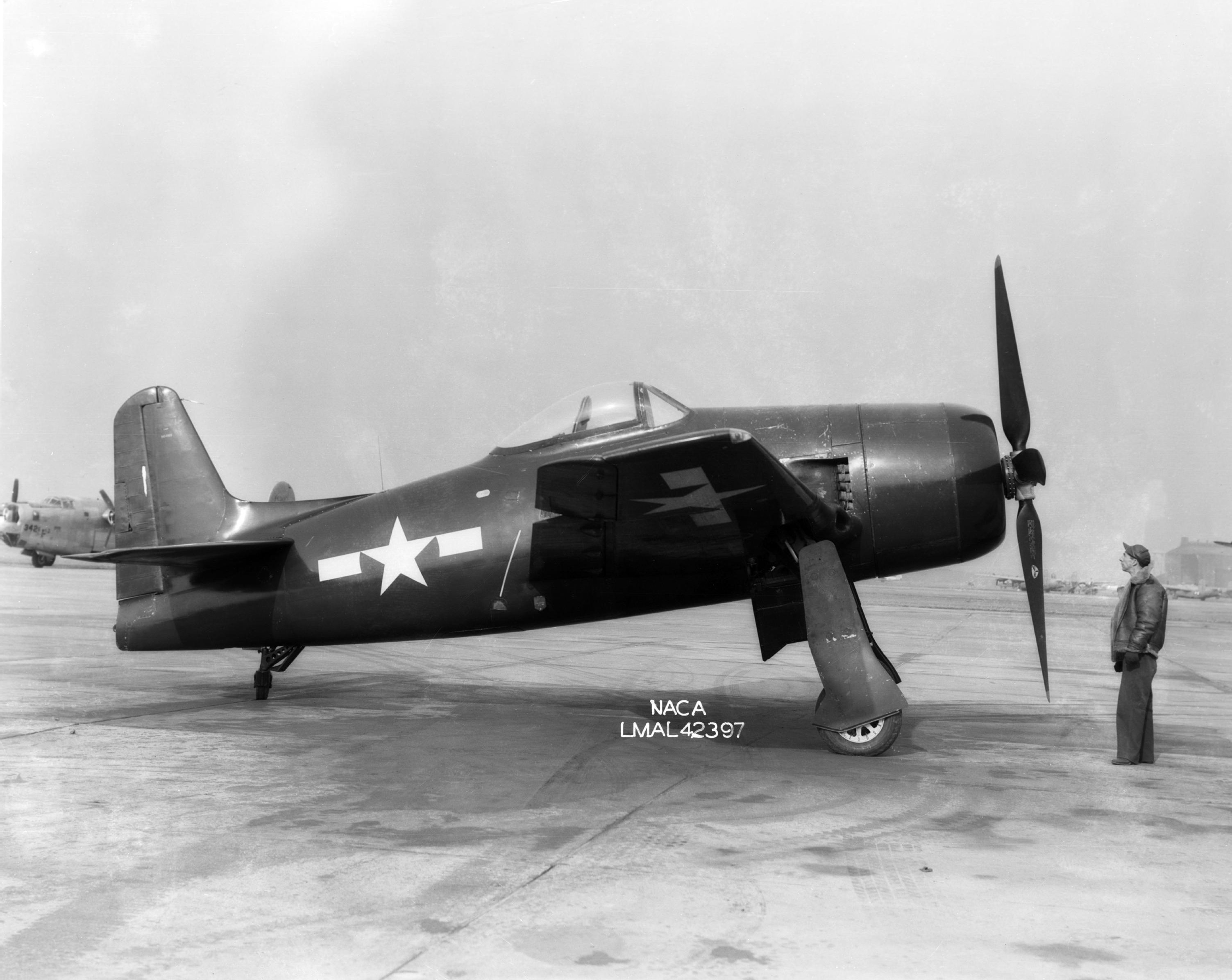
Der Prototyp 'Grumman XF8F-1' am 5. Februar 1945 im Langley Research Center der US Navy

Am 27. November 1943 bekam die Grumman Corporation von der US Navy den Auftrag, das G-58-Projekt in den Prototypstatus zu bringen. Die US Navy orderte zwei Prototypen, welche die Typenbezeichnung XF8F-1 erhielten. Der erste Prototyp hatte am 21. August 1944 seinen Erstflug.

### Ausstattung und Eigenschaften der Bearcat

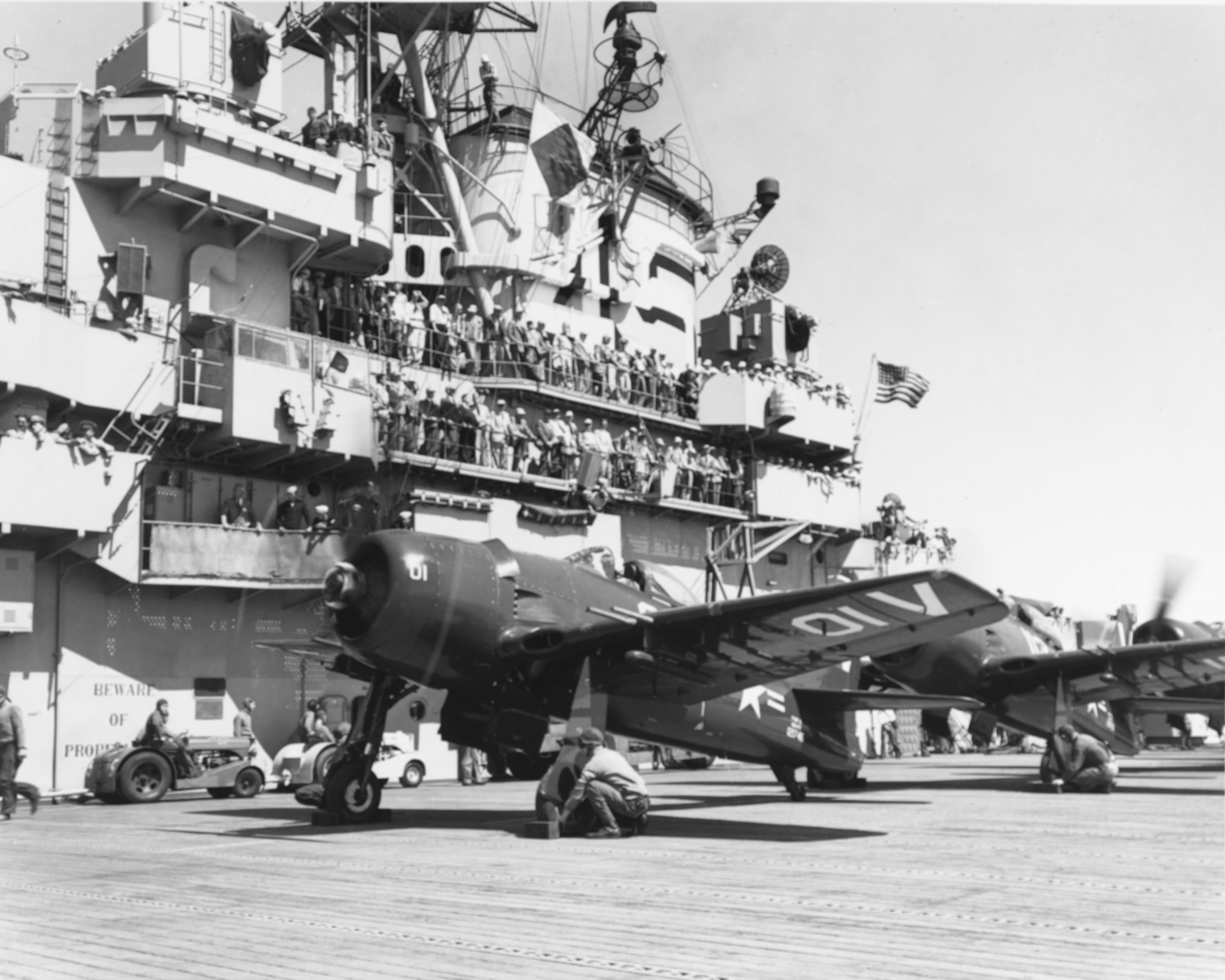
F8F-2 der Staffel VF-111 1949 auf der USS Valley Forge

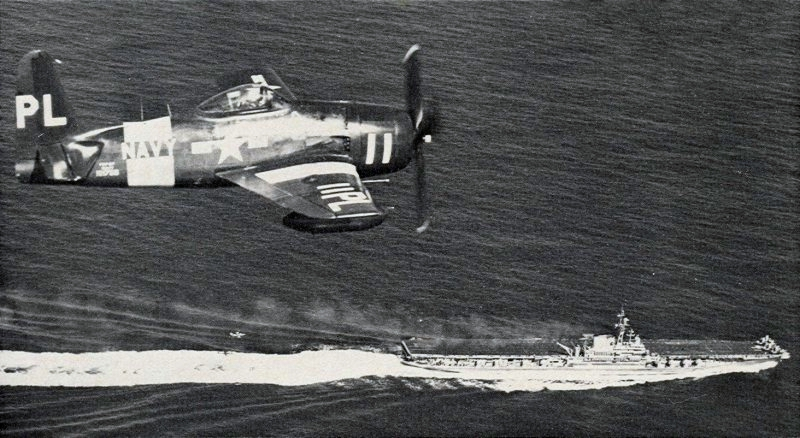
Aufklärer F8F-2P der Staffel VC-62 über der USS Midway

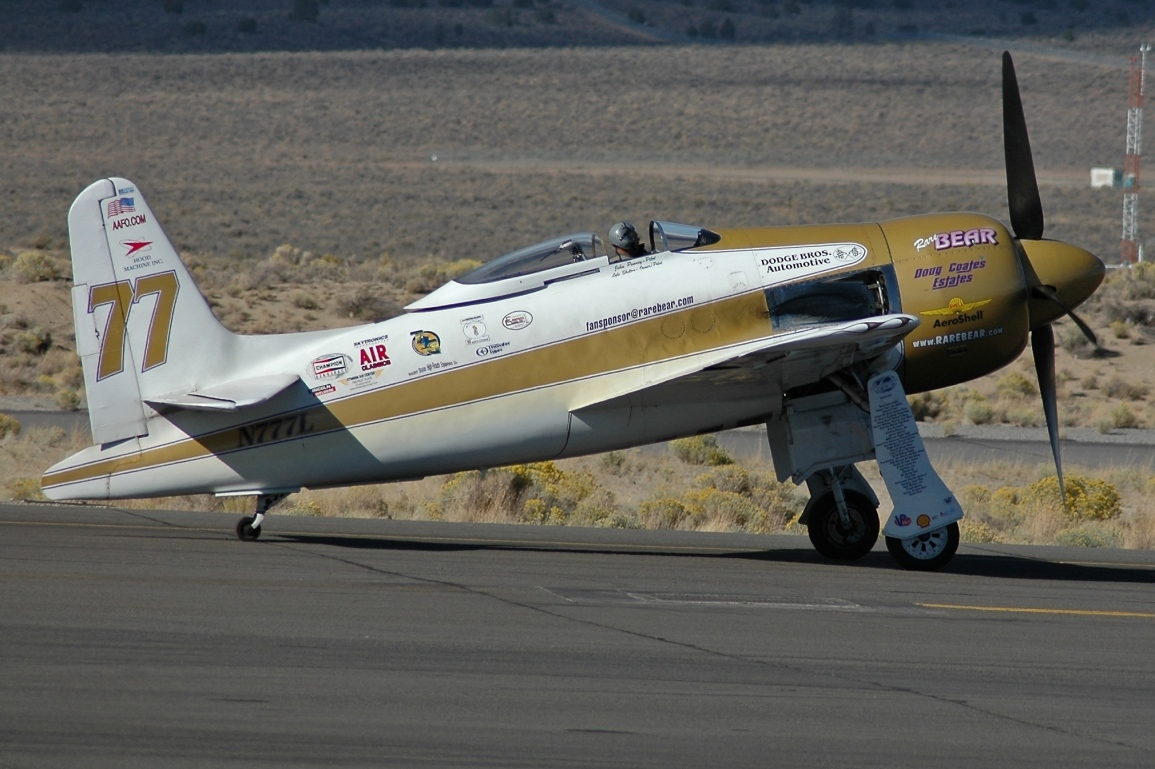
Modifizierte F8F-2 als Rennflugzeug Rare Bear

Die Bearcat wurde wie die Grumman F6F mit einem Pratt & Whitney R-2800-Double-Wasp-Motor ausgestattet, dennoch war sie aufgrund der Bauweise etwa 10 % schneller. Die Reichweite betrug etwa 1778 km, die Steigrate lag bei 23,2 m/s. Der erste von beiden Prototypen absolvierte mit einem R-2800-22W-Motor seinen Erstflug am 21. August 1944. Der Prototyp erreichte eine Steigrate von 24,4 m/s und eine Höchstgeschwindigkeit von 682 km/h. Die Bearcat wurde zunächst mit vier Maschinengewehren vom Kaliber 12,7 mm in den Tragflächen ausgestattet. Unter den Flächen konnte sie zwei 454-kg-Bomben, vier 127-mm-Raketen oder zwei Zusatztreibstofftanks tragen.

### Produktion
Am 6. Oktober 1944 bekam Grumman von der US Navy den Auftrag zur Produktion von 2.023 F8F-1. Einige Monate später, am 5. Februar 1945, bekam Eastern Aircraft (General Motors) den Auftrag, 1876 Maschinen unter der Typenbezeichnung F8M-1 herzustellen. Grumman begann im Februar 1945 mit der Auslieferung. Die Bearcats wurden der Jagdstaffel VF-19 in Santa Rosa zugeteilt (die im Mai des Jahres 1945 aufgestellt wurde) und auf den leichten Flugzeugträger Langley verlegt.
Der Zweite Weltkrieg endete ohne einen Kampfeinsatz der F8F. Die Navy reduzierte ihre Bestellung auf 770 Maschinen, orderte aber zugleich 126 Maschinen des Typs F8F-1B. Diese waren anstelle der vier 12,7-mm-MG M2 und je 300 Schuss Munition mit vier 20-mm-Kanonen und je 200 Schuss Munition ausgestattet. Zusätzlich konnten die Maschinen zwei oder drei Außenlasten bis zu 908 kg mitführen. 15 Maschinen der Originalbestellung wurden mit dem APS-6-Radar unter den Tragflächen zu F8F-1N-Nachtjägern umgebaut.
Die im Juni 1947 zum Erstflug gestartete F8F-2 unterschied sich von der F8F-1 durch einen stärkeren 2250-PS-Motor R-2800-30W und den standardmäßigen Einbau der 20-mm-Kanonen sowie durch ein vergrößertes Seitenleitwerk. Auch hier gab es wieder einige Umbauten in Nachtjäger F8F-2N (etwa 15 Stück) und Fotoaufklärer F8F-2P (etwa 60 Stück). Daneben gab es zwei als G58A zivil registrierte Testflugzeuge.
Die Navy musterte weiterhin die alten Maschinen aus und ersetzte diese durch Bearcats. Die Produktion endete im Mai 1949. Zu dieser Zeit flogen zwölf Staffeln die F8F-1 und weitere zwölf die F8F-2. Zum Ende des Jahres 1952 wurde die F8F bei der US Navy außer Dienst gestellt. Die thailändische Luftwaffe musterte ihre letzten Bearcats 1960 aus.

### Verwendung
Die Verwendung bei der US Navy war ziemlich kurz. Im Rahmen des Mutual Aid Defense Program wurden insgesamt 384 F8F nach Südostasien geliefert. Die französischen Truppen in Indochina erhielten in den Jahren 1951 bis 1954 insgesamt 215 Flugzeuge. Von diesen gingen 107 verloren, davon 41 im Kampfeinsatz. Von den übriggebliebenen Flugzeugen erhielt die südvietnamesische Luftwaffe 70 Flugzeuge, 38 gingen an Thailand. Thailand selbst hatte in den Jahren 1952 bis 1955 169 Bearcat erhalten, mit den französischen Flugzeugen zusammen also 207 Bearcat. Beide Luftwaffen musterten die Bearcat im Jahre 1960 aus.
Ende der 1940er-Jahre wurde die Bearcat außerdem von der Kunstflugstaffel der US Navy, den Blue Angels, eingesetzt.

### Rennflugzeug
Nach dem Zweiten Weltkrieg erfreute sich die Bearcat als Rennflugzeug großer Beliebtheit. Der bekannteste Vertreter ist die seit Jahren erfolgreich eingesetzte Modifikation einer F8F-2 namens Rare Bear. Dieses Flugzeug hält auch den Geschwindigkeitsrekord für kolbenmotorgetriebene Flugzeuge auf einem 3-km-Kurs mit beschränkter Flughöhe (FAI-Klasse C-1 Gruppe 1) mit 850,24 km/h.

## Produktion
Abnahme der Bearcat durch die US Navy:
| Typ    | 1944 | 1945 | 1946 | 1947 | 1948 | 1949 | SUMME |
| ------ | ---- | ---- | ---- | ---- | ---- | ---- | ----- |
| XF8F-1 | 2    |      |      |      |      |      | 2     |
| F8F-1  | 2    | 208  | 341  | 337  | 8    |      | 896   |
| F8F-2  |      |      |      |      | 295  | 70   | 365   |
| G-58A  |      |      |      | 1    |      | 1    | 2     |
| Summe  | 4    | 208  | 341  | 338  | 303  | 71   | 1.265 |

Die Produktionszahlen teilen sich wie folgt auf:
| Version  | Anzahl | Bemerkung                    |
| -------- | ------ | ---------------------------- |
| XF8F-1   | 2      | 1944                         |
| F8F-1    | 654    | ab 1945                      |
| F8F-1B/C | 226    | bis August 1947              |
| XF8F-1N  | 2      | 1945                         |
| F8F-1N   | 12     |                              |
| XF8F-2   | 2      | 1947                         |
| F8F-2    | 293    | November 1947 bis April 1949 |
| F8F-2P   | 60     | Februar 1948 bis Mai 1949    |
| F8F-2N   | 12     |                              |
| G58A     | 2      | 1947 und 1949                |

## Nutzer
Frankreich
- Französische Luftwaffe

 Thailand
- Thailändische Luftwaffe

 Südvietnam
- Südvietnamesische Luftwaffe

 Vereinigte Staaten
- United States Navy
- United States Marine Corps

## Leistungsdaten

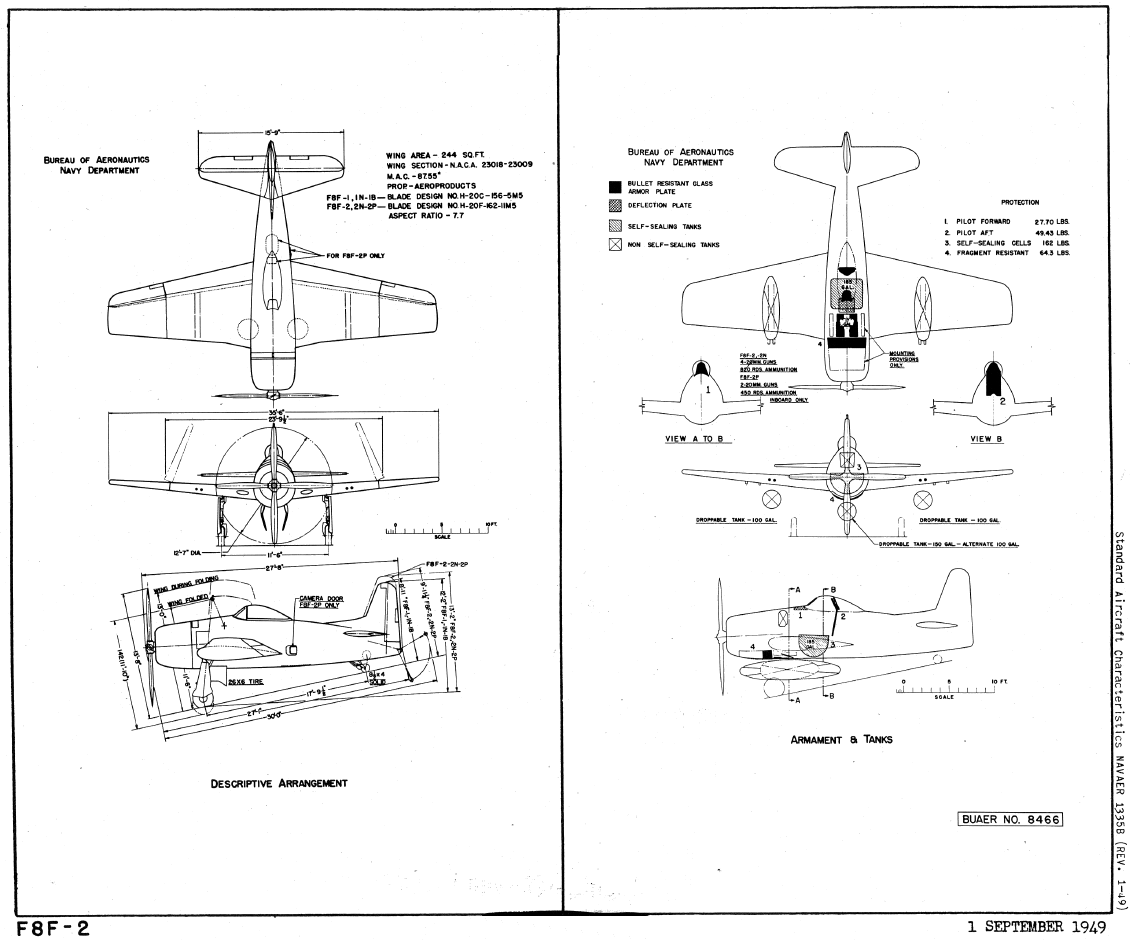
Dreiseitenrisse der F8F-2

| Kenngröße             | Daten                                                                                           |
| --------------------- | ----------------------------------------------------------------------------------------------- |
| Besatzung             | 1                                                                                               |
| Länge                 | 8,61 m                                                                                          |
| Spannweite            | 10,92 m                                                                                         |
| Höhe                  | 4,22 m                                                                                          |
| Flügelfläche          | 22,67 m²                                                                                        |
| Streckung             | 5,3                                                                                             |
| Leermasse             | 3.207 kg                                                                                        |
| Startmasse            | 5.873 kg                                                                                        |
| Antrieb               | ein 18-Zylinder-Doppelsternmotor Pratt & Whitney R-2800-34W Double Wasp mit 1.566 kW (2.100 PS) |
| Höchstgeschwindigkeit | 677 km/h in 6.004 m Höhe                                                                        |
| Dienstgipfelhöhe      | 11.795 m                                                                                        |
| Reichweite            | 1.778 km                                                                                        |
| Bewaffnung            | vier 12,7-mm-MG, vier 127-mm-Raketen oder zwei 454-kg-(1.000-lbs)-Bomben                        |